# The Spirit of Freedom
The Spirit of Freedom è un album di Christy Moore, pubblicato dalla WEA Ireland Records nel 1985. Il disco fu registrato nel 1983.

## Tracce
Lato A
1. Forever on My Mind – 3:21 (Pearse McLoughlin, arrangiamento di Christy Moore)
2. No Time for Love – 4:40 (Jack Warshaw)
3. The People Own M.P. – 2:57 (Bruce Scott)
4. Deportee – 4:00 (Woody Guthrie)
5. Michael Gaughan – 3:41 (Autore anonimo)
6. Grannie's Dustbin Lid – 1:50 (Joe Mulhearn)

Lato B
1. Dying Soldier – 2:36 (Ger Costello)
2. Boy From Tamlaghtduff – 3:29 (Christy Moore)
3. McIlhatton – 3:00 (Bobby Sands)
4. Jesus Christ & Jessie James – 3:30 (Brian Whoriskey)
5. Galtee Mountain Boy – 3:56 (Christy Moore, Patsy Halloran)
6. Back Home in Derry – 3:38 (Testo di Bobby Sands, musica di Gordon Lightfoot)

## Musicisti
- Christy Moore - voce, chitarra, bodhrán